# Boog (muziek)
Boog is een begrip in de muziek met diverse betekenissen. Enerzijds is een boog een notatieteken, anderzijds een muziektheoretisch begrip.

## Notatieteken
De boog komt voor als notatiesymbool in bladmuziek, en kan afhankelijk van muzikale stijl of context zowel verschillend bedoeld zijn als verschillend geïnterpreteerd worden. Dit maakt een exacte indeling lastig, ook al omdat soms achter een boog meer dan één betekenis schuilgaat. Het is aan de componist en uitvoerende musicus om te bezien welke betekenis het best van toepassing is. Ook de mate van bijvoorbeeld 'binding' (zeg maar de 'lijm' of 'overlap') tussen twee tonen wordt veelal aan de speler overgelaten. De boog zegt dus wel iets over wat bij elkaar hoort, waar klemtonen kunnen vallen, en waar frases lopen, maar laat daarbinnen de interpretatie redelijk vrij. Om een indeling in de diverse typen boogjes te hebben volgt hieronder een beknopte uitleg.

Diverse bogen in 1 schema:
1=Overbindingsboogje
2=legato- of streekboog
3=Legato- of fraseringsboog

- Een boog kan duiden op een notatiewijze van legato, in dat geval worden diverse soorten onderscheiden:
  - Het boogje genoteerd over twee verschillende noten (dit kan ook een verbindingsboogje of articulatieteken zijn, en hoeft niet louter op legato te duiden - en legatospel wordt ook vaak met het woord 'legato' zelf aangeduid, waarbij dan de bogen een meer fraserende functie hebben).
  - Een langere boog staat genoteerd over minstens drie noten, in dat geval is doorgaans een legatoboog bedoeld.
  - Een boog die meerdere noten of groepen noten omspant kan zowel een legatoteken zijn als een fraseringsteken, die aangeeft waar de muzikale (half-)zin eindigt, er 'geademd' kan worden en waar eventueel de volgende zin begint.
- Er kan een verbindingsboogje bedoeld zijn: in deze hoedanigheid is het een teken om meerdere noten samen te nemen, waardoor wordt aangegeven dat de noten onder de boog aaneen moeten worden gespeeld. Voor strijkers is zo'n boog doorgaans ook een aanduiding voor waar de streek moet wisselen van af- naar opstreek en omgekeerd (de noten onder de boog worden dan op 1 streek gespeeld en de noot na de boog gaat dus in omgekeerde streekrichting). Er zijn eigenlijk maar twee hoofdsoorten verbindingsbogen:
  - Verbinding van twee dezelfde toonhoogten (dus een boogje tussen de melodische prime of tussen twee enharmonisch gelijke tonen): dit noemt men een overbindingsboogje.
  - Verbinding van twee of meer verschillende tonen: dit noemt men doorgaans legato (zie ook hierboven). Bij verbinding van kleine groepjes noten (2 à 3) heeft deze boog echter veel meer het karakter van accentlegging of beklemtoning op de eerste toon onder het boogje. Bij langere groepen tonen spreekt men weer eerder van fraseringsbogen.
- Boogjes achter een noot die niet aan een andere noot verbonden zijn, zijn een aanduiding voor het doorklinken van de toon, ook wel met de Franse term 'laissez vibrer' aangeduid. Deze notatie vindt nog weleens plaats in impressionistische muziek, vooral in pianoliteratuur van Claude Debussy is dit soort boogjes veelvuldig op slotakkoorden aan te treffen.
- Een boogje kan ook de functie van een articulatieteken hebben bij een motief in een partituur, waarmee beklemtoning wordt weergegeven

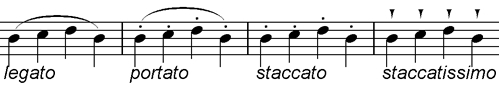
Portato of gearticuleerd legato

Wanneer een boog over meerdere noten gecombineerd wordt met puntjes boven of onder die noten, spreekt men van 'gearticuleerd legato' of portato. Hierbij wordt als het ware de verbinding wel gelegd tussen opeenvolgende tonen, maar wordt elke toon toch 'aangezet'. Dit kan ook gezien worden als een tussenvorm tussen staccato en legato.

## Boog als begrip
Naast de boog als getekend symbool komt het begrip in de muziek ook anders voor:
- De boog wordt ook gebruikt als ander woord voor strijkstok (vergelijk ook 'pijl-en-boog', waarbij de boog het op een lat gespannen koord is), men spreekt ook van boogvoering waar het bedienen van de strijkstok betreft (de indeling in op- en afstreken). Zie in dit verband ook het lemma Arco (muziekterm).
- Het begrip boog kan duiden op de spanningsboog (muziek) van een muzikale compositie, uitvoering of improvisatie.
- Een boogje kan ook worden gebruikt bij notatie van een antimetrische figuur (zoals de triool).

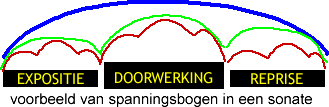